# Slobodna BiH
Slobodna BiH je bio hrvatski dnevni list iz Hrvatske i Bosne i Hercegovine.
Izdavala ih je hrvatska novinska kuća Slobodna Dalmacija. Bile su svojevrsnim izdanjem Slobodne Dalmacije za bosanskohercegovačko tržište i građane BiH u Hrvatskoj.
Izlazile su u Splitu i u Mostaru.
Izlazile su od 9. kolovoza 1998. do 10. siječnja 2000.
Uređivao ih je hrvatski novinar Josip Jović.